# Logicatester

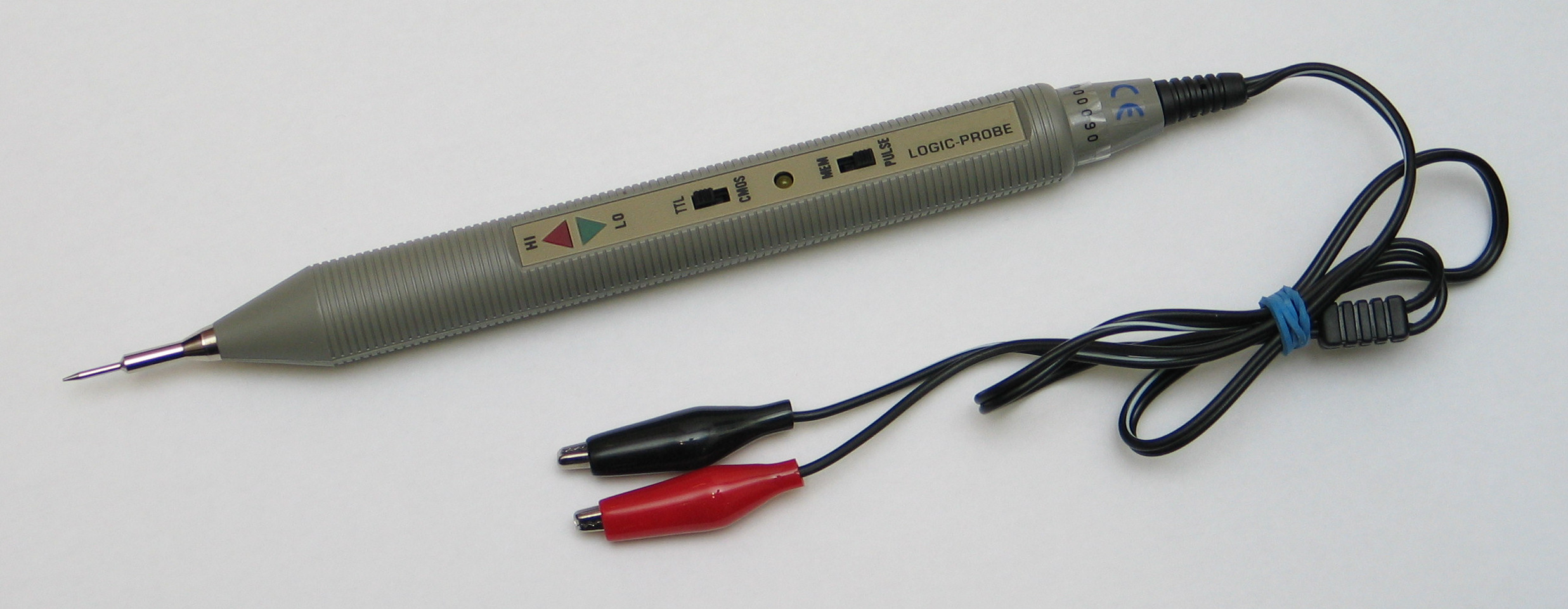
Logicatester voor TTL en CMOS

Een logicatester (Engels: logic probe) is een handbediende sonde voor het weergeven van logische toestanden (booleaanse waarde 0 of 1) in digitale schakelingen. Een logicatester is vergelijkbaar met een spanningzoeker, maar geeft de logische toestand van een meetpunt weer in plaats van de elektrische spanning. De 'logic probe' werd in 1968 in de Verenigde Staten gepatenteerd door Gary Gordon toen hij bij Hewlett-Packard werkte.

## Beschrijving
De elektronica van een logicatester zit meestal in een stift die in de hand wordt gehouden. Aan de voorkant zit een testpen die gebruikt wordt om contact te maken met het meetpunt in de schakeling. De elektronica in de stift wordt meestal gevoed door de voedingsspanning van de te testen schakeling. Dit gebeurt via een flexibele kabel aan de achterkant van de stift die eindigt in twee connectors (bijvoorbeeld krokodillenklemmen). Sommige logicatesters werken op batterijen, maar hebben dan nog steeds een massaverbinding nodig.
Er bestaan logicatesters voor de verschillende logicafamilies, bijvoorbeeld voor CMOS- of TTL-schakelingen. De logische niveaus voor high en low van deze logicafamilies verschillen van elkaar. Er zijn ook universele logicatesters die kunnen worden omgeschakeld tussen meerdere logicafamilies, 
bijvoorbeeld tussen CMOS en TTL.
De digitale weergave van de signalen (0 of 1) gebeurde vroeger met een lampje, maar sinds het bestaan van led's worden deze voor dit doel gebruikt. Voor de logische toestanden 0 of 1 worden meestal twee verschillendkleurige led's gebruikt, bijvoorbeeld rood voor high en groen voor low. Voor tri-state-uitgangen in de hoogohmige toestand blijven de led's donker. Sommige logicatester signaleren de logische toestand ook met een akoestisch signaal (hoge/lage toon). Geavanceerde exemplaren kunnen ook signaalimpulsen aantonen of zelfs de impulsen tellen.
Omdat logicatesters slechts één signaal tegelijk kunnen weergeven, zijn ze niet zo geschikt voor gebruik in complexe digitale schakelingen met databussen of hoge klokfrequenties boven de 20 MHz. Hiervoor worden meestal logic analyzers gebruikt.

## Afbeeldingen

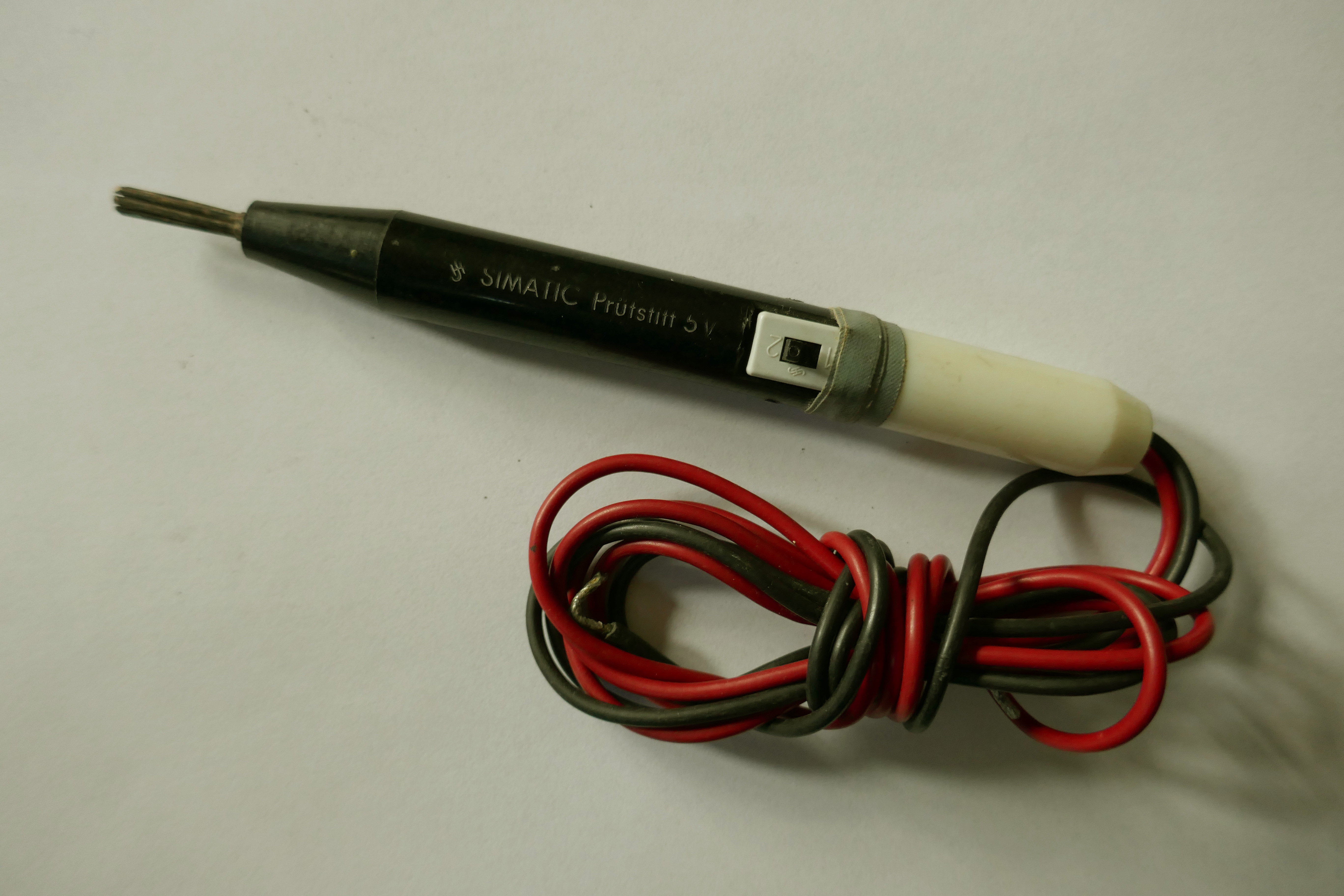
Logicatester uit 1970 voor Simatic-besturingen (Siemens)
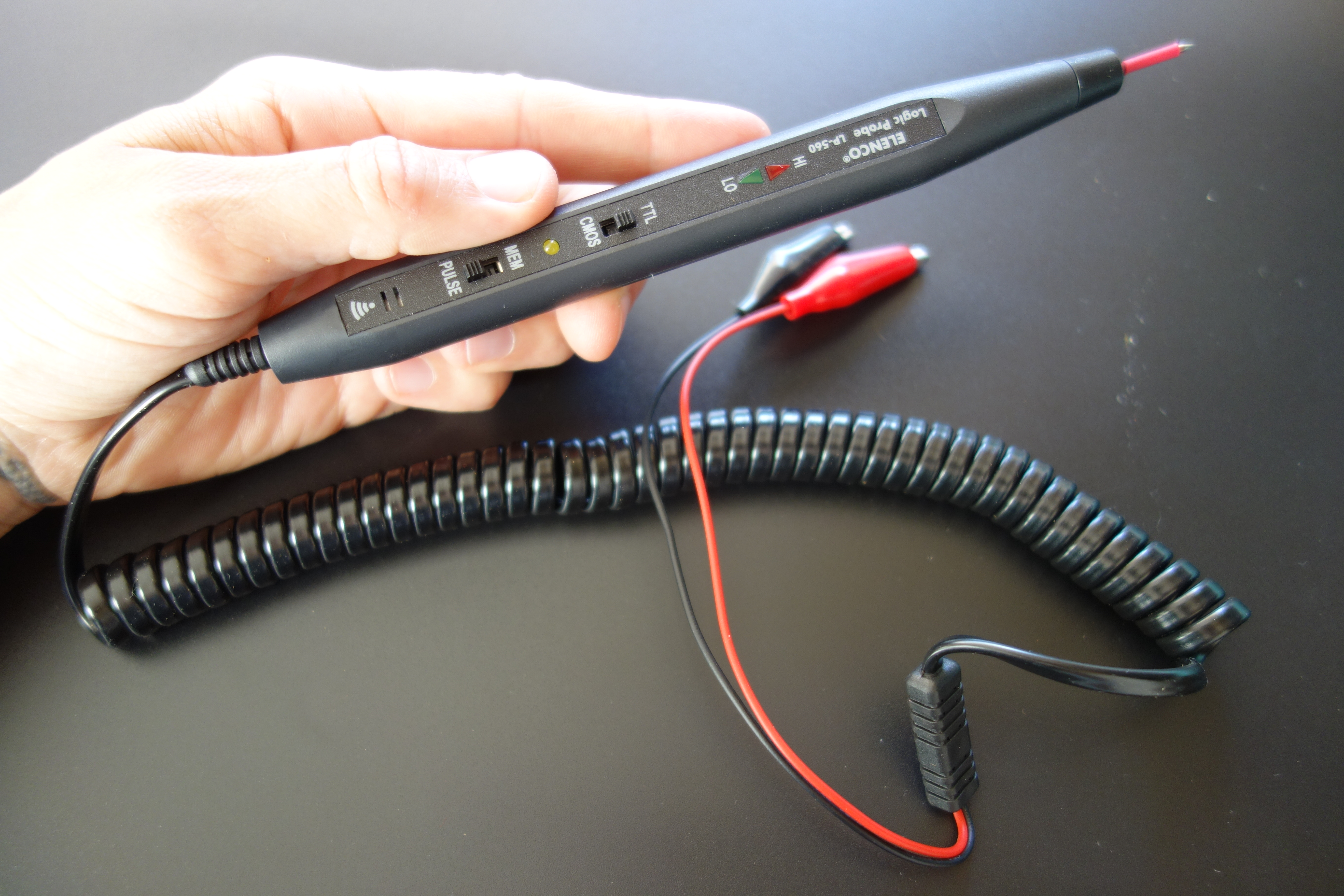
Logicatester van Elenco